# Чемпионат Украины по греко-римской борьбе 2023
Чемпионат Украины по греко-римской борьбе 2023 года (укр. Чемпіонат України з греко-римської боротьби 2023) проходил в городе Полтава с 17 по 19 ноября.

## Командный рейтинг
| Место |                          |      |
| Место | Команда                  | Очки |
| ----- | ------------------------ | ---- |
| 1     | Киевская область         | 156  |
| 2     | Харьковская область      | 120  |
| 3     | Днепропетровская область | 97   |

## Медалисты
| Категория | Золото                                   | Серебро                                      | Бронза                                                                           |
| --------- | ---------------------------------------- | -------------------------------------------- | -------------------------------------------------------------------------------- |
| до 55 кг  | Корюн Саградян · Винницкая область       | Николай Гавричкин · Киев                     | Алексей Жабский · Николаевская область Евгений Поковба · Закарпатская область    |
| до 60 кг  | Виктор Петрик · Киевская область         | Игорь Курочкин · Николаевская область        | Богдан Гришин · Одесская область Дамир Левченко · Донецкая область               |
| до 63 кг  | Александр Грушин · Киевская область      | Тарас Крупский · Киевская область            | Василий Мишанич · Закарпатская область Владислав Левчук · Ровненская область     |
| до 67 кг  | Артур Политаев · Киевская область        | Алексей Масик · Запорожская область          | Максим Лю · Полтавская область Парвиз Насибов · Запорожская область              |
| до 72 кг  | Андрей Кулик · Харьковская область       | Сергей Грушин · Киевская область             | Дмитрий Васильев · Харьковская область Дмитрий Мирошник · Запорожская область    |
| до 77 кг  | Игорь Бичков · Винницкая область         | Эльмар Нуралиев · Киев                       | Дмитрий Пышков · Полтавская область Владимир Яковлев · Днепропетровская область  |
| до 82 кг  | Руслан Конев · Харьковская область       | Руслан Абдиев · Харьковская область          | Иван Чмир · Закарпатская область Максим Бресь · Винницкая область                |
| до 87 кг  | Ярослав Фильчаков · Полтавская область   | Алексей Осняч · Днепропетровская область     | Максим Щербаков · Житомирская область Тихон Шафранский · Киев                    |
| до 97 кг  | Владлен Козлюк · Одесская область        | Евгений Савета · Полтавская область          | Степан Шелемех · Киевская область Сергей Омелин · Днепропетровская область       |
| до 130 кг | Михаил Вишнивецкий · Харьковская область | Владислав Вороний · Днепропетровская область | Александр Чернецкий · Донецкая область Владислав Коваленко · Харьковская область |